# ストライク・ザ・ブラッド (アニメ)
『ストライク・ザ・ブラッド』は、三雲岳斗による同名のライトノベルを原作とした日本のテレビアニメおよびOVA作品。AT-Xほかにて、テレビアニメが2013年10月から2014年3月まで放送された。2015年11月から5期のOVAシリーズ展開が断続的に行なわれ、2022年7月の『ストライク・ザ・ブラッド FINAL』で原作最終巻までのアニメ化が完結した。

## 登場人物
- 暁古城（あかつき こじょう） - 声：細谷佳正[2]
- 姫柊雪菜（ひめらぎ ゆきな） - 声：種田梨沙[2]
- 藍羽浅葱（あいば あさぎ） - 声：瀬戸麻沙美[2]
- 煌坂紗矢華（きらさか さやか） - 声：葉山いくみ[3]
- 暁凪沙（あかつき なぎさ） - 声：日高里菜[2]
- 矢瀬基樹（やぜ もとき） - 声：逢坂良太[2]
- 南宮那月（みなみや なつき） - 声：金元寿子[2]

## プロモーション
2013年3月17日に開催されたステージイベント「電撃文庫創刊20周年 大感謝プロジェクト」で、同じく電撃文庫作品である『ゴールデンタイム』と同時にテレビアニメ化が発表された後、『電撃文庫MAGAZINE』2013年vol.32でスタッフが発表された。同年9月1日に開催されたキックオフイベントでは細谷ら主要声優陣が登壇し、それに先行してコミックマーケット84で上映されたPVも上映された。
2013年12月4日には、朝の情報番組『ZIP!』（日テレ）のコーナー「チューモーク！」で本作が紹介され、主人公が吸血鬼という設定やアクションシーンなどの光の表現が注目された。第12話と第13話の間の週には、特別番組『ストライク・ザ・ブラッドの秘密を監視せよ！』が放送された（中部日本放送を除く）。種田梨沙（雪菜役）と日高里菜（凪沙役）の声優2人が司会を担当し、主要人物やシリーズ前半の紹介、SILVER LINK.への突入取材や監督の山本へのインタビューなどが行われた。
2014年3月16日に開催されたステージイベント「電撃文庫 春の祭典2014」では細谷ら主要声優陣が登壇し、『暁の帝国篇』についてのトークが行われた後、同年秋口を目処に作品単独イベントを開催することが告知された。その後、同年7月10日にはイベント期日が10月12日であることや、会場が品川インターシティホールであることが告知された。
2015年3月15日に開催されたステージイベント「電撃文庫 春の祭典2015」にてOVA化が発表され、アニメオリジナルの新規エピソード「ヴァルキュリアの王国篇」として11月25日に前篇、12月23日に後篇が発売された。
2015年10月4日に開催されたステージイベント「電撃文庫 秋の祭典2015」では姫柊雪菜役の種田梨沙、暁凪沙役の日高里菜、煌坂紗矢華役の葉山いくみ、矢瀬基樹役の逢坂良太、シークレットゲストとしてラ・フォリア・リハヴァイン役の大西沙織が登壇し、OVA版についてのトークが行われた後、その先行カットが初披露された。
2016年4月10日に昼夜2回開催されたステージイベント「ストライク・ザ・ブラッド スペシャルイベント〜ここから先は俺の祭りだ いいえ先輩、わたしたちの感謝祭です〜」では主要声優陣やOVA版エンディングテーマ担当の分島花音が登壇し、プロデューサーの中山信宏が司会を務めた。
2016年5月10日には、OVA第2期シリーズの制作が発表され、同年11月23日より『ストライク・ザ・ブラッド II』（ストライク・ザ・ブラッド セカンド）のタイトルで発売された。
2018年3月10日にはOVA第3期シリーズ『ストライク・ザ・ブラッド III』（ストライク・ザ・ブラッド サード）の制作が発表され、同年12月19日より順に発売された。
2019年6月16日に昼夜2回開催されたステージイベント「ストライク・ザ・ブラッドIII スペシャルイベント 〜僕たちは4期を諦めない！〜」では主要声優陣が登壇し、彼らによるトークショーのほか、三雲岳斗が書き下ろした初の朗読劇「さよなら、ディセンバー」が上演された。その後、同年10月6日にはインターネット生放送『電撃文庫 秋の生放送フェスティバル 〜最新情報をドバッと大放出〜』に日高、葉山、南宮那月役の金元寿子が登壇し、彼女らによるトークショーのほか、スケジュールが合わず登壇できなかった細谷と種田による映像でスペシャルOVA『消えた聖槍篇』とOVA第4期シリーズの制作決定が発表された。さらに、同年12月15日には『消えた聖槍篇』の先行上映会が開催され、細谷、種田、瀬戸、日高が登壇し、インフルエンザによって急遽欠席となった葉山からのメッセージやOVA第4期シリーズの新情報などを挙げるトークが行われた。
2019年10月6日にはアニメオリジナルのスペシャルOVA『ストライク・ザ・ブラッド 消えた聖槍篇』を含むOVA第4期シリーズ『ストライク・ザ・ブラッド IV』（ストライク・ザ・ブラッド フォース）の制作が発表された。前者が単巻で2020年1月29日に、後者が全6巻で発売された。
2020年9月12日には新型コロナウイルス感染拡大の影響を受けて中止となったステージイベントに代わり、無観客のオンラインイベント「ストライク・ザ・ブラッド 恩莱祭-ONLINE FES-」がStreaming+にて開催され、主要声優陣が出演して数々のコーナーを含むトークやOVA第4期シリーズの新たなキービジュアルが披露されたほか、同シリーズ第3巻に収録される第5話の生コメンタリー先行上映も実施された。
2021年6月30日には、原作最終巻のアニメ化となるOVA第5期シリーズ『ストライク・ザ・ブラッド FINAL』（ストライク・ザ・ブラッド ファイナル）の制作が発表された。全2巻で第1巻が2022年3月30日、第2巻が同年7月29日に発売された。

## スタッフ
|                                          | TV                                        | OVA              | OVA              | OVA             | OVA             | OVA             | OVA             |
| 第1期                                    | TV                                        | 第2期            | 第3期            | SP              | 第4期           | 第5期           |                 |
| ---------------------------------------- | ----------------------------------------- | ---------------- | ---------------- | --------------- | --------------- | --------------- | --------------- |
| 原作・構成協力                           | 三雲岳斗                                  | 三雲岳斗         | 三雲岳斗         | 三雲岳斗        | 三雲岳斗        | 三雲岳斗        | 三雲岳斗        |
| 原作イラスト・ キャラクター デザイン原案 | マニャ子                                  | マニャ子         | マニャ子         | マニャ子        | マニャ子        | マニャ子        | マニャ子        |
| 監督                                     | 山本秀世                                  | 山本秀世         | 山本秀世         | 山本秀世        | 山本秀世        | 山本秀世        | 山本秀世        |
| チーフディレクター                       | 佐野隆雄                                  | 佐野隆雄         | 佐野隆雄         | N/A             | N/A             | N/A             | N/A             |
| シリーズ構成                             | 吉野弘幸                                  | 吉野弘幸         | 吉野弘幸         | 吉野弘幸        | 吉野弘幸        | 吉野弘幸        | 吉野弘幸        |
| キャラクターデザイン                     | 佐野恵一                                  | 佐野恵一         | 佐野恵一         | 佐野恵一        | 佐野恵一        | 佐野恵一        | 佐野恵一        |
| キャラクターデザイン                     | N/A                                       | N/A              | N/A              | 古川英樹        | 古川英樹        | 古川英樹        | 古川英樹        |
| メカニックデザイン                       | 明貴美加                                  | 明貴美加         | 明貴美加         | 明貴美加        | 明貴美加        | 明貴美加        | 明貴美加        |
| プロップデザイン                         | 明珍宇作、井嶋けい子 枝松聖（第8 - 24話） | N/A              | N/A              | N/A             | N/A             | N/A             | N/A             |
| 美術監督                                 | 渡辺三千恵                                | 平良亜以子       | 平良亜以子       | 李凡善          | 李凡善          | 李凡善          | 李凡善          |
| 美術監督                                 | 渡辺三千恵                                | 平良亜以子       | 平良亜以子       | 柳煥錫          | N/A             | N/A             | N/A             |
| 色彩設計                                 | 但野ゆきこ                                | 但野ゆきこ       | 但野ゆきこ       | 但野ゆきこ      | 但野ゆきこ      | 但野ゆきこ      | 但野ゆきこ      |
| 撮影監督                                 | 廣岡岳                                    | 廣岡岳           | 廣岡岳           | 廣岡岳          | 廣岡岳          | 廣岡岳          | 廣岡岳          |
| 3D監督                                   | 熊倉ちあき                                | 熊倉ちあき       | 濱村敏郎         | N/A             | N/A             | N/A             | N/A             |
| 編集                                     | 坪根健太郎                                | 坪根健太郎       | 坪根健太郎       | 坪根健太郎      | 坪根健太郎      | 坪根健太郎      | 坪根健太郎      |
| 音響監督                                 | 明田川仁                                  | 明田川仁         | 明田川仁         | 明田川仁        | 明田川仁        | 明田川仁        | 明田川仁        |
| 音楽                                     | ASSUMED SOUNDS                            | ASSUMED SOUNDS   | ASSUMED SOUNDS   | ASSUMED SOUNDS  | ASSUMED SOUNDS  | ASSUMED SOUNDS  | ASSUMED SOUNDS  |
| 音楽プロデューサー                       | 小島剛                                    | 小島剛           | 小島剛           | 小島剛          | 小島剛          | N/A             | 小島剛          |
| プロデューサー                           | 中山信宏、福田順                          | 中山信宏、福田順 | 中山信宏、福田順 | 川瀬浩平        | 川瀬浩平        | 川瀬浩平        | 川瀬浩平        |
| プロデューサー                           | 中山信宏、福田順                          | 中山信宏、福田順 | 中山信宏、福田順 | 宮城惣次        | 宮城惣次        | 宮城惣次        | 小澤文啓        |
| プロデューサー                           | 湯澤啓幸                                  |                  |                  |                 |                 |                 |                 |
| プロデューサー                           | 金庭こず恵                                | 金庭こず恵       | 金庭こず恵       | 金庭こず恵      | 金庭こず恵      | 金庭こず恵      | 外川明宏        |
| プロデューサー                           | 中川二郎、藤田敏 山崎史紀                 | 深尾聡志         | 山崎史紀         | 山崎史紀        | 山崎史紀        | 山崎史紀        | 深尾聡志        |
| アニメーション 制作プロデューサー        | 田部谷昌宏                                | 田部谷昌宏       | 田部谷昌宏       | 田部谷昌宏      | 田部谷昌宏      | 田部谷昌宏      | 田部谷昌宏      |
| アニメーション 制作プロデューサー        | N/A                                       | N/A              | N/A              | 中川二郎        | 中川二郎        | 中川二郎        | 中川二郎        |
| アニメーション プロデュース              | barnum studio                             | barnum studio    | barnum studio    | barnum studio   | barnum studio   | barnum studio   | barnum studio   |
| アニメーション制作                       | SILVER LINK.                              | SILVER LINK.     | SILVER LINK.     | N/A             | N/A             | N/A             | N/A             |
| アニメーション制作                       | CONNECT                                   |                  |                  |                 |                 |                 |                 |
| 製作                                     | PROJECT STB                               | PROJECT STB OVA  | PROJECT STB OVA  | PROJECT STB OVA | PROJECT STB OVA | PROJECT STB OVA | PROJECT STB OVA |

## 製作
スタッフは、2012年放送のテレビアニメ『新テニスの王子様』の監督を務めた山本秀世による監督や、同年放送のテレビアニメ『ちとせげっちゅ!!』の監督を務めた佐野隆雄によるチーフディレクターのもと、アニメーション制作こそ後者のアニメーション制作を務めたSILVER LINK.が担当するものの、シリーズ構成に吉野弘幸、キャラクターデザインに佐野恵一、メカニカルデザインに明貴美加、プロデューサーに中山信宏や藤田敏や金庭こず恵など、本作と同じく電撃文庫作品を原作としたテレビアニメ『とある魔術の禁書目録』シリーズや『とある科学の超電磁砲』シリーズへの参加者が多く名を連ねている。
原作者の三雲岳斗は、脚本の打ち合わせへはなるべく参加するようにしているうえ、「原作ではこうなってましたよ」とツッコミを入れてくるほど原作を読み込んでいる山本や、「原作ファンのイメージを壊さないようにしよう」「雪菜をかわいく描こう」と原作らしさを意識している吉野を高く評価しており、安心して制作を任せている。また、中山も雪菜については吉野と同様の意識を持っているうえ、彼女のアクションシーンにサービスを入れるよう心がけたり、古城の強力な眷獣の派手さとのバランスを取ることに苦労している。古城や雪菜への心がけは古城役の細谷佳正や雪菜役の種田梨沙ら主要声優陣も持っており、それぞれ演じる際に気を付けている。
当然ながら尺が限られているために原作から削除された箇所や変更された箇所が存在するが、古城と第四真祖の設定に起因する描写については可能な限り削除や変更をされない形で盛り込まれている。そのため、女性陣のきわどい台詞や素肌の露出、そして人体の損壊といった過激な描写も存在するが、女性陣の素肌の露出については放送版では若干の修正が加えられている。なお、OVA第4期の制作に際して山本が明かしたところによれば、それまで皆の好みから雪菜のバストサイズが設定よりたびたび盛られていたことや、佐野恵一もずっとそれを気にしていたことを踏まえ、設定画にはヒロインたちのバストサイズについての注釈が追加されたという。

## 主題歌
テレビアニメ
オープニングテーマ
「ストライク・ザ・ブラッド」（第2 - 7話、第9 - 13話）
作詞・作曲 - 岸田 / 編曲・歌 - 岸田教団&THE明星ロケッツ
第1話ではエンディングテーマとして使用。第12話は挿入歌として使用。
「Fight 4 Real」（第14 - 23話）
作詞 - 黒崎真音 / Rap詞 - motsu / 作曲・編曲 - 八木沼悟志 / 歌 - ALTIMA
BD/DVD版のオープニングアニメーションには、本放送版に無かった新規カットが追加されている。

エンディングテーマ
「Strike my soul」（第2 - 13話）
作詞 - 六ツ見純代 / 作曲 - 伊藤翼 / 編曲 - 渡辺拓也 / 歌 - 井口裕香
「signal」（第14 - 24話）
作詞・作曲・歌 - 分島花音 / 編曲 - 千葉"naotyu-"直樹

OVA第1期
オープニングテーマ「リトルチャームファング」
作詞・作曲 - 渡辺翔 / 編曲 - 佐々木裕 / 歌 - 井口裕香
エンディングテーマ「君はソレイユ」
作詞・作曲・歌 - 分島花音 / 編曲 - 古川貴浩

OVA第2期
オープニングテーマ「Blood on the EDGE」
作詞・作曲 - 岸田 / 編曲・歌 - 岸田教団&THE明星ロケッツ
エンディングテーマ「フォーチュンナンバー0405」
作詞 - 分島花音 / 作曲 - カヨコ / 編曲 - 千葉"naotyu-"直樹 / 歌 - 姫柊雪菜（種田梨沙）

OVA第3期
オープニングテーマ「Blood and Emotions」
作詞・作曲 - 岸田 / 編曲・歌 - 岸田教団&THE明星ロケッツ
エンディングテーマ「LOVE STOIC」
作詞 - くまのきよみ / 作曲 - 山田高弘 / 編曲 - 渡辺剛 / 歌 - 姫柊雪菜（種田梨沙）

OVA第4期
オープニングテーマ「暁のカレイドブラッド」
作詞・作曲・編曲 - 岸田 / 歌 - 岸田教団&THE明星ロケッツ
エンディングテーマ「Dear My Hero」
歌 - 姫柊雪菜（種田梨沙）

OVA第5期
オープニングテーマ「暁のカレイドブラッド」
作詞・作曲・編曲 - 岸田 / 歌 - 岸田教団&THE明星ロケッツ
エンディングテーマ「Engagement 〜約束〜」
歌 - 姫柊雪菜（種田梨沙）

## 評価
イードが実施した「秋アニメ2013何を見ますか？」では男性で第6位、「冬アニメ2014何を見ますか？」でも男性で第10位をそれぞれ記録するなど、男性から評価されている。
テレビアニメ化を受け、原作第10巻は書泉ブックタワーのライトノベル売り上げランキングで2014年3月分の首位を獲得した。
前述のようにサービスシーンが多いことから、ASCII.jpではたびたびAV機器やビデオカードの紹介に絡めてネタにされている。
かつて株式会社ダブルエル（現：キャラアート株式会社）が運営していたウェブメディア『TiPS』は、「様々な幻獣や魔術、武術や兵器が登場する世界観や雪菜をはじめとした複数のヒロインたちの存在、本作の醍醐味と言える『吸血シーン』でのアニメスタッフのこだわりが感じられる作画が本作の魅力である」と述べている。

## 各話リスト
各話のサブタイトルは、アイキャッチに表示される。

### テレビアニメ
| 話数   | サブタイトル                                 | サブタイトル | 脚本             | 絵コンテ          | 演出                       | 作画監督                                                                     | 総作画監督        |
| ------ | -------------------------------------------- | ------------ | ---------------- | ----------------- | -------------------------- | ---------------------------------------------------------------------------- | ----------------- |
| 第1話  | 聖者の右腕篇 The Right Arm Of The Saint      | I            | 吉野弘幸         | 山本秀世          | 山本秀世                   | 滝本祥子、青木理恵                                                           | 佐野恵一          |
| 第2話  | 聖者の右腕篇 The Right Arm Of The Saint      | II           | 吉野弘幸         | 山本秀世          | 徳本善信                   | 明珍宇作                                                                     | 明珍宇作          |
| 第3話  | 聖者の右腕篇 The Right Arm Of The Saint      | III          | 吉野弘幸         | 山本秀世          | 立仙裕俊                   | 小市由佳、佐々木幸恵                                                         | 佐野恵一          |
| 第4話  | 聖者の右腕篇 The Right Arm Of The Saint      | IV           | 吉野弘幸         | 山本秀世          | 立仙裕俊 佐野隆雄          | 井嶋けい子、原友樹、氏家嘉宏                                                 | 佐野恵一          |
| 第5話  | 戦王の使者篇 From The Warlord's Empire       | I            | 花田十輝         | 佐野隆雄          | 平向智子 徳本善信          | 高井里沙、斉藤佳子                                                           | 明珍宇作          |
| 第6話  | 戦王の使者篇 From The Warlord's Empire       | II           | 花田十輝         | 宮尾佳和          | 秋田谷典昭                 | 滝本祥子、今里佳子、原友樹                                                   | 佐野恵一          |
| 第7話  | 戦王の使者篇 From The Warlord's Empire       | III          | 花田十輝         | 佐々木忍          | 佐々木忍 宮西哲也          | 高井里沙、斉藤佳子                                                           | 明珍宇作          |
| 第8話  | 戦王の使者篇 From The Warlord's Empire       | IV           | 花田十輝         | 湖山禎崇          | 和泉志郎                   | 萩原正人、宮井加奈 竹本佳子、倉谷亮多                                        | 佐野恵一          |
| 第9話  | 天使炎上篇 The Amphisbaena                   | I            | 吉野弘幸         | 徳本善信          | 徳本善信                   | 奥野浩行、高井里沙、斉藤佳子                                                 | 明珍宇作          |
| 第10話 | 天使炎上篇 The Amphisbaena                   | II           | 吉野弘幸         | 福田道生          | 立仙裕俊                   | 佐々木幸恵、小市由佳、酒井智史                                               | 佐野恵一          |
| 第11話 | 天使炎上篇 The Amphisbaena                   | III          | 吉野弘幸         | 福田道生          | 神保昌登                   | 山吉一幸、澤入祐樹、氏家嘉宏 高橋賢、平田和也                                | 佐野恵一          |
| 第12話 | 天使炎上篇 The Amphisbaena                   | IV           | 吉野弘幸         | 飯田崇            | 徳本善信 宮西哲也 平向智子 | 斉藤佳子、中西和也 竹森由加、渡辺奏                                          | 佐野恵一 明珍宇作 |
| 第13話 | 蒼き魔女の迷宮篇 Labyrinth Of The Blue Witch | I            | ヤスカワショウゴ | 宮尾佳和          | 立仙裕俊                   | 佐野隆雄、原友樹、丹羽信礼                                                   | 佐野恵一          |
| 第14話 | 蒼き魔女の迷宮篇 Labyrinth Of The Blue Witch | II           | ヤスカワショウゴ | 徳本善信          | 徳本善信                   | 明珍宇作、斉藤佳子                                                           | 佐野恵一 明珍宇作 |
| 第15話 | 蒼き魔女の迷宮篇 Labyrinth Of The Blue Witch | III          | ヤスカワショウゴ | 川田剛            | 和泉志郎                   | 萩原正人、竹本佳子、倉谷亮多                                                 | -                 |
| 第16話 | 観測者たちの宴篇 Fiesta For The Observers    | I            | 横谷昌宏         | 飯田崇            | 徳本善信                   | 佐野隆雄、中西和也 竹森由佳、野道佳代                                        | 佐野恵一 明珍宇作 |
| 第17話 | 観測者たちの宴篇 Fiesta For The Observers    | II           | 横谷昌宏         | KONAYUKI          | 神保昌澄                   | 佐野恵一、大塚舞、高橋賢 古屋けだま、荒木裕                                  | 佐野恵一          |
| 第18話 | 観測者たちの宴篇 Fiesta For The Observers    | III          | 横谷昌宏         | 山本秀世          | 立仙裕俊                   | 滝本祥子、原友樹 丹羽信礼、川口弘明                                          | 佐野恵一          |
| 第19話 | 観測者たちの宴篇 Fiesta For The Observers    | IV           | 横谷昌宏         | 山本秀世          | 徳本善信                   | 斉藤佳子、竹森由加                                                           | 佐野恵一 明珍宇作 |
| 第20話 | 錬金術師の帰還篇 Return Of The Alchemist     | I            | 吉野弘幸         | 山本秀世          | 矢花馨                     | 佐藤綾子、水野隆宏、斎藤雅和 吉田肇、小川浩司                                | 佐野恵一          |
| 第21話 | 錬金術師の帰還篇 Return Of The Alchemist     | II           | 吉野弘幸         | 山本秀世          | 和泉志郎                   | 萩原正人、竹本佳子、倉谷亮多                                                 | -                 |
| 第22話 | 錬金術師の帰還篇 Return Of The Alchemist     | III          | 吉野弘幸         | 山本秀世 KONAYUKI | 佐野隆雄 木下ゆうき        | 井本由紀、大塚舞、佐野隆雄 中西和也、橋本真希                                | 佐野恵一          |
| 第23話 | 暁の帝国篇 Empire Of The Dawn                | I            | 吉野弘幸         | 山本秀世          | 徳本善信                   | 明珍宇作、斉藤佳子                                                           | 明珍宇作          |
| 第24話 | 暁の帝国篇 Empire Of The Dawn                | II           | 吉野弘幸         | 山本秀世          | 立仙裕俊                   | 佐野恵一、佐野隆雄、丹羽信礼 原友樹、井嶋けい子、橋本真希 井本由紀、明珍宇作 | 佐野恵一          |

### OVA第1期
| サブタイトル | #    | 脚本     | 絵コンテ | 演出               | 作画監督                                                  | 総作画監督 |
| --- | ---- | -------- | -------- | ------------------ | --------------------------------------------------------- | ---------- |
| ヴァルキュリアの王国篇 Kingdom Of The Valkyria | 前篇 | 吉野弘幸 | 山本秀世 | 和泉志郎           | 萩原正人、竹本佳子、倉谷亮多、たなかみほ                  | 佐野恵一   |
| 絃神島での調印式典に参加するためにラ・フォリアと国王夫妻が来日し、暁古城と姫柊雪菜はひょんなことからラ・フォリアらと出会う。ファミレスで、かねてから縁談を持ちかけられていたラ・フォリアは父・ルーカスに対し、古城を結婚相手に希望する。この場を収めるため、母・ポリフォニアは古城と雪菜をパーティーに招待する。パーティーには藍羽浅葱や矢瀬基樹をはじめとする古城や叶瀬夏音の関係者たちも招待されており、そのうちの女性たちは大半が古城の愛人だとラ・フォリアに説明されたルーカスは激昂する。そんな中、謎の魔物による襲撃を受けるも雪菜らの抗戦によって事態は収束するが、古城は謎の女性による接触で様子がおかしくなってしまう。その後、ポリフォニアから宿泊を勧められた一行は、ホテルへ赴く。宿泊部屋に監視の任務で入室してきた雪菜を古城はいきなり誘惑し、淫靡な雰囲気に包まれたそこへラ・フォリアも入室して雪菜に続こうとするが、古城はラ・フォリアを気絶させてしまう。雪菜は古城の様子がいつもと違い、何者かに操られていることに気付く。                                                   |      |          |          |                    |                                                           |            |
| ヴァルキュリアの王国篇 Kingdom Of The Valkyria II | 後篇 | 吉野弘幸 | 山本秀世 | 和泉志郎、山本秀世 | 萩原正人、竹本佳子、倉谷亮多 たなかみほ、井本由紀、山犬守 | 佐野恵一   |
| 雪菜とラ・フォリアは古城に誘拐され、テロリストのもとにいた。テロリストはアルディギアで収監中の犯罪者の釈放を要求するが、ルーカスは徹底抗戦を決意する。翌日、予定通りに行われようとしている調印式の裏では、アルディギア王家が所有する装甲飛行船・ビフレストを奪取したテロリストがそれで式典会場を攻撃することにより、アルディギアと戦王領域の関係を一気に悪化させようという工作が進行していた。潜入工作の班長を務めるトリーネは、アイランド・ガードに抵抗するためにアルディギアが所有する軍用魔導兵器・ベルゲルミルを投入するが、煌坂紗矢華とアスタルテの追撃で撃退される。浅葱がビフレストのシステムにハッキングし、テロリストの発射したミサイルを自爆させたことによって式典は無事に条約締結を迎え、窮地に陥ったトリーネは古城を利用して会場を焼き払おうとするが、ラ・フォリアの策によって古城は目を覚ます。さらにトリーネは軍用魔導兵器・アウルゲルミルを利用して強行突破を図るが、雪菜は雪霞狼でトリーネを倒し、古城は獅子の黄金でアウルゲルミルを撃破する。こうして、一連の騒動は解決した。 |      |          |          |                    |                                                           |            |

### OVA第2期
| 話数  | サブタイトル                                     | #   | 脚本     | 絵コンテ | 演出     | 作画監督 | 総作画監督 |
| ----- | ------------------------------------------------ | --- | -------- | -------- | -------- | --- | ---------- |
| 第1話 | 黒の剣巫篇 Swords-Shaman of Shadow               | I   | 吉野弘幸 | 山本秀世 | 福島洋子 | 萩原正人、倉谷亮多 岩田芳美、南原孝衣子                                                                                         | 佐野恵一   |
| 第2話 | 黒の剣巫篇 Swords-Shaman of Shadow               | II  | 吉野弘幸 | 山本秀世 | 伊部勇志 | 八代きみ子、若山政志、竹森由加                                                                                                  | 佐野恵一   |
| 第3話 | 黒の剣巫篇 Swords-Shaman of Shadow               | III | 吉野弘幸 | 山本秀世 | 小柴純弥 | 橋本真希、向川原憲 林隆洋 | 佐野恵一   |
| 第4話 | 逃亡の第四真祖篇 The 4th Primogenitor on the run | I   | 吉野弘幸 | 山本秀世 | 徳本善信 | 明珍宇作、中西和也 | 佐野恵一   |
| 第5話 | 逃亡の第四真祖篇 The 4th Primogenitor on the run | II  | 吉野弘幸 | 山本秀世 | 和泉志郎 | 橋本真希、向川原憲 萩原正人、楠木智子 佐野隆雄                                                                                  | 佐野恵一   |
| 第6話 | 咎神の騎士篇 Knight of Sinful God                | I   | 吉野弘幸 | 山本秀世 | 伊部勇志 | 本田辰雄、竹森由加 岩崎亮、松本勝次 山本亮友                                                                                    | 佐野恵一   |
| 第7話 | 咎神の騎士篇 Knight of Sinful God                | II  | 吉野弘幸 | 山本秀世 | 小柴純弥 | こかいゆうじ、ハンミンギ、橋本真希 大平剛生、岩崎亮、牛ノ濱由惟 井戸田あかね、服部憲知、小川一郎 村上竜之介、冨田佳亨、栗井重紀 | 佐野恵一   |
| 第8話 | 咎神の騎士篇 Knight of Sinful God                | III | 吉野弘幸 | 山本秀世 | 和泉志郎 | 橋本真希、向川原憲 萩原正人、牛ノ濱由惟 早瀬真紀子、林隆洋                                                                      | 佐野恵一   |

### OVA第3期
| 話数   | サブタイトル                            | #   | 脚本     | 絵コンテ | 演出                        | 作画監督                                | アクション 作画監督 | 総作画監督         |
| ------ | --------------------------------------- | --- | -------- | -------- | --------------------------- | --------------------------------------- | ------------------- | ------------------ |
| 第1話  | タルタロスの薔薇篇 Tartaros-Roses       | I   | 吉野弘幸 | 山本秀世 | 小柴純弥                    | 萩原正人、林隆洋                        | 丹羽信礼            | 古川英樹           |
| 第2話  | タルタロスの薔薇篇 Tartaros-Roses       | II  | 吉野弘幸 | 山本秀世 | 門田英彦                    | 金澤龍                                  | 丹羽信礼            | 古川英樹           |
| 第3話  | タルタロスの薔薇篇 Tartaros-Roses       | III | 吉野弘幸 | 山本秀世 | 小柴純弥                    | 林隆洋、萩原正人 佐野隆雄               | 丹羽信礼            | 佐野恵一、古川英樹 |
| 第4話  | 黄金の日々篇 The Time Of My Life        | I   | 吉野弘幸 | 山本秀世 | 門田英彦、愛敬亮太          | 金澤龍、權容祥 島崎望、未来動画         | 丹羽信礼            | 佐野恵一、古川英樹 |
| 第5話  | 黄金の日々篇 The Time Of My Life        | II  | 吉野弘幸 | 山本秀世 | 門田英彦                    | 金澤龍、權容祥 林隆洋、萩原正人         | 丹羽信礼            | 佐野恵一、古川英樹 |
| 第6話  | 黄金の日々篇 The Time Of My Life        | III | 吉野弘幸 | 山本秀世 | 小紫純弥                    | 權容祥、唐遠見 劉雲留、金澤龍、林隆洋   | 丹羽信礼            | 佐野恵一、古川英樹 |
| 第7話  | 真祖大戦篇 The War Of Original Vampires | I   | 吉野弘幸 | 山本秀世 | 門田英彦                    | 權容祥                                  | 丹羽信礼            | 佐野恵一、古川英樹 |
| 第8話  | 真祖大戦篇 The War Of Original Vampires | II  | 吉野弘幸 | 山本秀世 | 小紫純弥                    | 林隆洋、萩原正人 佐野隆雄、黄鳳、楊国福 | 丹羽信礼            | 佐野恵一、古川英樹 |
| 第9話  | 真祖大戦篇 The War Of Original Vampires | III | 吉野弘幸 | 山本秀世 | 門田英彦                    | 權容祥                                  | 丹羽信礼            | 佐野恵一、古川英樹 |
| 第10話 | 真祖大戦篇 The War Of Original Vampires | IV  | 吉野弘幸 | 山本秀世 | 小柴純弥、伊部勇志 山本秀世 | 佐野隆雄、林隆洋 萩原正人、黄鳳 楊国福  | 丹羽信礼            | 佐野恵一、古川英樹 |

### SP OVA
| サブタイトル                     | 脚本     | 絵コンテ | 演出     | 作画監督                                       | アクション 作画監督 | 総作画監督         |
| -------------------------------- | -------- | -------- | -------- | ---------------------------------------------- | ------------------- | ------------------ |
| 消えた聖槍篇 Who Moved My Lance? | 吉野弘幸 | 渡部高志 | 渡部高志 | 佐野隆雄、林隆祥 萩原正人、宮田奈保美 丹羽信礼 | 丹羽信礼            | 佐野恵一、古川英樹 |

### OVA第4期
| 話数   | サブタイトル                                            | #   | 脚本     | 絵コンテ | 演出               | 作画監督                                                                   | アクション 作画監督 | 総作画監督         |
| ------ | ------------------------------------------------------- | --- | -------- | -------- | ------------------ | -------------------------------------------------------------------------- | ------------------- | ------------------ |
| 第1話  | 陽炎の聖騎士篇 Paladiness Of Mirage                     | I   | 吉野弘幸 | 渡部高志 | 渡部高志           | 宮田保奈美、川添亜希子 林隆洋、佐野隆雄                                    | 丹羽信礼            | 佐野恵一、古川英樹 |
| 第2話  | 陽炎の聖騎士篇 Paladiness Of Mirage                     | II  | 吉野弘幸 | 山本秀世 | 田仲マイケル       | 萩原正人、丹羽信礼 孫偉、毛応星、金珍瑛                                    | 丹羽信礼            | 佐野恵一、古川英樹 |
| 第3話  | 陽炎の聖騎士篇 Paladiness Of Mirage                     | III | 吉野弘幸 | 山本秀世 | 小柴純弥           | 川添亜希子、林隆洋、萩原正人 Wang Qiqi、Wang Yuechum、Sun Peng             | 丹羽信礼            | 佐野恵一、古川英樹 |
| 第4話  | 終わらない夜の宴篇 Tournament In The Nightmare Night    | I   | 吉野弘幸 | 渡部高志 | 渡部高志、雄谷将仁 | 宮田保奈美、川添亜希子、林隆洋 萩原正人、丹羽信礼、原友樹 神筆馬良、金珍瑛 | 丹羽信礼            | 佐野恵一、古川英樹 |
| 第5話  | 終わらない夜の宴篇 Tournament In The Nightmare Night    | II  | 吉野弘幸 | 相澤伽月 | 雄谷将仁           | 川添亜希子、林隆洋、萩原正人 丹羽信礼、王其琪、王悦春                      | 丹羽信礼            | 佐野恵一、古川英樹 |
| 第6話  | 終わらない夜の宴篇 Tournament In The Nightmare Night    | III | 吉野弘幸 | 山本秀世 | 徳本善信           | 川添亜希子、林隆洋、萩原正人 金珍瑛、毛応星                                | 丹羽信礼            | 佐野恵一、古川英樹 |
| 第7話  | 再会の吸血姫篇 Resurrection Of Vampire Princess         | I   | 吉野弘幸 | 渡部高志 | 雄谷将仁           | 川添亜希子、林隆洋、萩原正人 丹羽信礼、王其琪、周婧 何紫薇、郭婷           | 丹羽信礼            | 佐野恵一、古川英樹 |
| 第8話  | 再会の吸血姫篇 Resurrection Of Vampire Princess         | II  | 吉野弘幸 | 相澤伽月 | 小柴純弥           | 川添亜希子、林隆洋 萩原正人、丹羽信礼 金珍瑛                               | 丹羽信礼            | 佐野恵一、古川英樹 |
| 第9話  | 再会の吸血姫篇 Resurrection Of Vampire Princess         | III | 吉野弘幸 | 相澤伽月 | 雄谷将仁           | 川添亜希子、林隆洋、萩原正人 丹羽信礼、王其琪、周婧 何紫薇、郭婷           | 丹羽信礼            | 佐野恵一、古川英樹 |
| 第10話 | 十二眷獣と血の従者たち篇 Seize The Twelve Beast Vassals | I   | 吉野弘幸 | 山本秀世 | 小柴純弥、徳本善信 | 川添亜希子、林隆洋、萩原正人 丹羽信礼、龍光                                | 丹羽信礼            | 佐野恵一、古川英樹 |
| 第11話 | 十二眷獣と血の従者たち篇 Seize The Twelve Beast Vassals | II  | 吉野弘幸 | 山本秀世 | 雄谷将仁           | 川添亜希子、林隆洋、萩原正人 丹羽信礼、龍光、明光                          | 丹羽信礼            | 佐野恵一、古川英樹 |
| 第12話 | 十二眷獣と血の従者たち篇 Seize The Twelve Beast Vassals | III | 吉野弘幸 | 山本秀世 | 小柴純弥           | 川添亜希子、林隆洋、萩原正人 丹羽信礼、龍光、明光                          | 丹羽信礼            | 佐野恵一、古川英樹 |

### OVA第5期
| 話数  | サブタイトル                    | #   | 脚本     | 絵コンテ | 演出     | 作画監督                                           | アクション 作画監督 | 総作画監督         |
| ----- | ------------------------------- | --- | -------- | -------- | -------- | -------------------------------------------------- | ------------------- | ------------------ |
| 第1話 | 暁の凱旋篇 Returning With Glory | I   | 吉野弘幸 | 山本秀世 | 山本辰   | 林隆洋、萩原正人 丹羽信礼、Studio Mindo            | 丹羽信礼            | 佐野恵一、古川英樹 |
| 第2話 | 暁の凱旋篇 Returning With Glory | II  | 吉野弘幸 | 山本秀世 | 和泉志郎 | 林隆洋、萩原正人 丹羽信礼、島崎望 reboot           | 丹羽信礼            | 佐野恵一、古川英樹 |
| 第3話 | 暁の凱旋篇 Returning With Glory | III | 吉野弘幸 | 山本秀世 | 山本辰   | 林隆洋、萩原正人 丹羽信礼、川添亜希子 Studio Mindo | 丹羽信礼            |                    |
| 第4話 | 暁の凱旋篇 Returning With Glory | IV  | 吉野弘幸 | 山本秀世 | 山本秀世 | 林隆洋、萩原正人 丹羽信礼、川添亜希子 reboot       | 丹羽信礼            |                    |

## 放送局
| 放送地域   | 放送局       | 放送期間                      | 放送日時                     | 放送系列                  | 備考                                           |
| ---------- | ------------ | ----------------------------- | ---------------------------- | ------------------------- | ---------------------------------------------- |
| 日本全域   | AT-X         | 2013年10月4日 - 2014年3月28日 | 金曜 23:30 - 土曜 0:00       | CS放送                    | 製作委員会参加 / リピート放送あり              |
| 東京都     | TOKYO MX     | 2013年10月5日 - 2014年3月29日 | 土曜 0:30 - 1:00（金曜深夜） | 独立局                    |                                                |
| 近畿広域圏 | 毎日放送     | 2013年10月6日 - 2014年3月30日 | 日曜 3:28 - 3:58（土曜深夜） | TBS系列                   | アニメシャワー第4部                            |
| 韓国全域   | ANIPLUS      | 2013年10月9日 - 2014年4月2日  | 水曜 23:00 - 23:30           | CS・IP放送 ケーブルテレビ | 15歳以上視聴可 / 韓国語字幕あり ネット配信あり |
| 中京広域圏 | 中部日本放送 | 2013年10月10日 - 2014年4月3日 | 木曜 2:38 - 3:08（水曜深夜） | TBS系列                   |                                                |
| 日本全域   | BS11         | 2013年10月12日 - 2014年4月5日 | 土曜 0:30 - 1:00（金曜深夜） | BS放送                    | ANIME+枠                                       |

| 放送地域 | 放送局             | 放送期間                       | 放送日時           | 放送系列   | 備考    |
| -------- | ------------------ | ------------------------------ | ------------------ | ---------- | ------- |
| 日本全域 | ニコニコ生放送     | 2013年10月10日 - 2014年4月3日  | 木曜 23:00 - 23:30 | ネット配信 |         |
| 日本全域 | ニコニコチャンネル | 2013年10月10日 - 2014年4月3日  | 木曜 23:30 更新    | ネット配信 |         |
| 日本全域 | dアニメストア      | 2013年10月11日 - 2014年4月4日  | 金曜 12:00 更新    | ネット配信 |         |
| 日本全域 | バンダイチャンネル | 2013年10月24日 - 2014年4月17日 | 木曜 12:00 更新    | ネット配信 |         |
| 日本全域 | 楽天ShowTime       | 2013年10月25日 - 2014年4月18日 | 金曜 12:00 更新    | ネット配信 |         |
| 日本全域 | AbemaTV            | 2016年12月5日 -                | 月曜 22:00 更新    | ネット配信 | 2話連続 |

## BD / DVD
| 巻  | 発売日        | 収録話          | 規格品番   | 規格品番   |
| 巻  | 発売日        | 収録話          | BD限定版   | DVD限定版  |
| --- | ------------- | --------------- | ---------- | ---------- |
| 1   | 2014年1月29日 | 第1話 - 第3話   | 1000451395 | 1000451396 |
| 2   | 2014年2月26日 | 第4話 - 第6話   | 1000450789 | 1000451390 |
| 3   | 2014年3月26日 | 第7話 - 第9話   | 1000450786 | 1000450787 |
| 4   | 2014年4月23日 | 第10話 - 第12話 | 1000450672 | 1000450673 |
| 5   | 2014年5月28日 | 第13話 - 第15話 | 1000450659 | 1000450670 |
| 6   | 2014年6月25日 | 第16話 - 第18話 | 1000450656 | 1000450657 |
| 7   | 2014年7月30日 | 第19話 - 第21話 | 1000450653 | 1000450654 |
| 8   | 2014年8月27日 | 第22話 - 第24話 | 1000450650 | 1000450651 |
| BOX | 2016年9月28日 | 第1話 - 第24話  |            | -          |

| 巻   | 発売日         | 収録話 | 規格品番   | 規格品番   |
| 巻   | 発売日         | 収録話 | BD限定版   | DVD限定版  |
| ---- | -------------- | ------ | ---------- | ---------- |
| 前篇 | 2015年11月25日 | 前篇   | 1000584286 | 1000584287 |
| 後篇 | 2015年12月23日 | 後篇   | 1000584288 | 1000584289 |

| 巻 | 発売日         | 収録話        | 規格品番   | 規格品番   |
| 巻 | 発売日         | 収録話        | BD限定版   | DVD限定版  |
| -- | -------------- | ------------- | ---------- | ---------- |
| 1  | 2016年11月23日 | 第1話 - 第2話 | 1000631125 | 1000631119 |
| 2  | 2016年12月23日 | 第3話 - 第4話 | 1000631124 | 1000631118 |
| 3  | 2017年3月29日  | 第5話 - 第6話 | 1000631122 | 1000631117 |
| 4  | 2017年5月24日  | 第7話 - 第8話 | 1000631121 | 1000631116 |

| 巻 | 発売日         | 収録話         | 規格品番   | 規格品番   |
| 巻 | 発売日         | 収録話         | BD限定版   | DVD限定版  |
| -- | -------------- | -------------- | ---------- | ---------- |
| 1  | 2018年12月19日 | 第1話 - 第2話  | 1000737040 | 1000737045 |
| 2  | 2019年3月27日  | 第3話 - 第4話  | 1000737041 | 1000737046 |
| 3  | 2019年5月29日  | 第5話 - 第6話  | 1000737042 | 1000737047 |
| 4  | 2019年7月24日  | 第7話 - 第8話  | 1000737043 | 1000737048 |
| 5  | 2019年9月25日  | 第9話 - 第10話 | 1000737044 | 1000737049 |

| 巻 | 発売日         | 収録話          | 規格品番   | 規格品番   |
| 巻 | 発売日         | 収録話          | BD限定版   | DVD限定版  |
| -- | -------------- | --------------- | ---------- | ---------- |
| 1  | 2020年4月8日   | 第1話 - 第2話   | 1000753354 | 1000753391 |
| 2  | 2020年7月29日  | 第3話 - 第4話   | 1000753355 | 1000753392 |
| 3  | 2020年9月30日  | 第5話 - 第6話   | 1000753356 | 1000753393 |
| 4  | 2020年12月23日 | 第7話 - 第8話   | 1000753357 | 1000753394 |
| 5  | 2021年3月24日  | 第9話 - 第10話  | 1000753358 | 1000753395 |
| 6  | 2021年6月30日  | 第11話 - 第12話 | 1000753359 | 1000753396 |

| 巻 | 発売日        | 収録話        | 規格品番   | 規格品番   |
| 巻 | 発売日        | 収録話        | BD限定版   | DVD限定版  |
| -- | ------------- | ------------- | ---------- | ---------- |
| 1  | 2022年3月30日 | 第1話 - 第2話 | 1000810070 | 1000810071 |
| 2  | 2022年7月29日 | 第3話 - 第4話 | 1000810072 | 1000810073 |

## Webラジオ
『ストブらじお 雪菜と凪沙のおとなり放送局』のタイトルで、音泉（第1回 - 継続）、HiBiKi Radio Station（第1回 - 第34回）にて配信。パーソナリティは姫柊雪菜役の種田梨沙と暁凪沙役の日高里菜。
配信日程
- 2013年9月11日に第1回が配信。
- 2013年9月25日（第2回）から2014年4月30日（第33回）まで、毎週水曜日に更新された。
- 第4回は、2013年10月6日に行われた公開録音『ストブらじお 雪菜と凪沙のおとなり放送局 公開録音』の音源を配信した。
- 2013年12月8日に公開録音『「ストブらじお 雪菜と凪沙のおとなり放送局」公開録音〜東京ジョイポリスでクリスマスパーティしちゃおうぜぃ〜』が行われ、ニコニコ生放送でも配信された。この音源は、同年12月25日に第15回として配信された。
- 2015年10月4日に行われた公開録音『ストブらじお 雪菜と凪沙のおとなり放送局 出張版!!』の音源が、同年10月7日に第34回として配信された。
- OVAの発売に合わせ、2015年11月11日に第35回が配信された。以後、同年12月23日（第38回）まで隔週水曜日に更新された。
- 2015年11月24日・12月22日に配信されたニコニコ生放送『ストブらじお 雪菜と凪沙のおとなり放送局 〜ニコ生を監視せよ!〜』の音源が、翌日11月25日・12月23日に第36回・第38回として配信された。
- OVA第3期の発売に合わせ、2018年12月19日・12月26日に第39回・第40回が配信されたが、それ以降はも不定期配信。第41回 2019年5月1日、第42回 2019年5月8日、第43回 2019年5月22日、第44回 2019年5月29日、第45回 2019年7月10日、第46回 2019年7月17日、第47回 2019年7月24日、第48回 2019年7月31日、第49回 2019年9月11日、第50回 2019年9月18日。
- 2020年4月22日には、第1回から第52回までがYouTubeにて同年5月10日までの期間限定で無料公開された。

ゲスト
- 第9回 - 細谷佳正（暁古城 役）
- 第10・15・37・51・52・54回 - 瀬戸麻沙美（藍羽浅葱 役）
- 第12・15回 - 金元寿子（南宮那月 役）
- 第18・38・47回 - 葉山いくみ（煌坂紗矢華 役）
- 第20回 - 伊藤かな恵（叶瀬夏音 役）
- 第22・50回 - 久野美咲（リディアーヌ・ディディエ 役）
- 第24・34・35回 - 大西沙織（ラ・フォリア・リハヴァイン 役）
- 第26回 - 新井里美（ベアトリス・バスラー 役）
- 第28・36回 - 井口裕香（アスタルテ 役）
- 第33回 - 中山信宏（プロデューサー）
- 第56回 - 会沢紗弥（香菅谷雫梨・カスティエラ）

ラジオCD・DJCD
| Vol.                                                | 発売日                                              | 新規録り下ろし特別版ゲスト                          | 過去配信回                                          | 商品番号                                            |
| ラジオCD「ストブらじお 雪菜と凪沙のおとなり放送局」 | ラジオCD「ストブらじお 雪菜と凪沙のおとなり放送局」 | ラジオCD「ストブらじお 雪菜と凪沙のおとなり放送局」 | ラジオCD「ストブらじお 雪菜と凪沙のおとなり放送局」 | ラジオCD「ストブらじお 雪菜と凪沙のおとなり放送局」 |
| --------------------------------------------------- | --------------------------------------------------- | --------------------------------------------------- | --------------------------------------------------- | --------------------------------------------------- |
| 1                                                   | 2014年1月29日                                       | 細谷佳正、瀬戸麻沙美                                | 第1回 - 第12回                                      | STBR-0001                                           |
| 2                                                   | 2014年4月30日                                       | 金元寿子                                            | 第13回 - 第23回                                     | STBR-0002                                           |
| 3                                                   | 2014年6月25日                                       | 久野美咲                                            | 第24回 - 第33回                                     | STBR-0003                                           |
| DJCD「ストブらじお 雪菜と凪沙のおとなり放送局」     |                                                     |                                                     |                                                     |                                                     |
| -                                                   | 2015年12月29日                                      | 瀬戸麻沙美                                          | -                                                   | STBR-1001                                           |